# Olalla Cociña
Olalla Cociña Lozano (Viveiro, Galiza, 15 de Outubro de 1979) é uma poeta e jornalista galega. 
Licenciada em Jornalismo pela Universidade de Santiago de Compostela. Obteve em 2000 o prémio de poesia "O Facho", outorgado pela associação corunhesa do mesmo nome. Em 2004 obteve o segundo prémio na XVIII edição do certame literário da Associação Cultural Galega Rosalia de Castro de Cornellà (Barcelona).

## Obra
- Em 2005 publicou o poemário As cervicais da memoria (Edicións Fervenza), com o que no ano anterior ganhara o VIII Premio de poesia "Avelina Valladares" que convoca a Câmara Municipal da Estrada.

- Aquí (intemperies), publicado em 2006 na coleção "Poeta en Compostela" (Grupo Correo, Concello de Santiago de Compostela, AELG).

- Libro de Alicia (Edicións Espiral Maior, 2008). Poemário com o qual ganhou em Março de 2008 a oitava edição do prémio de poesia Fiz Vergara Vilariño[1].

- Publicações coletivas, entre as que destacam a antologia bilíngue Das sonorosas cordas. 15 poetas desde Galicia (Eneida, 2005), e o número 34 da série "Alfa fulls temporals d'art i literatura" (Una llum del nord, Quatre poetes de Galícia).